# Anna Pasokha
Anna Borisovna Pasokha-Alyoshina (russe : Анна Борисовна Пасоха-Алёшина), née le 1er décembre 1949 à Moscou (RSFS de Russie), est une ancienne rameuse soviétique d'origine russe. Elle est médaillée de bronze aux Jeux de 1976.

## Carrière
Pasokha remporte la médaille de bronze en quatre avec barreuse lors des Jeux olympiques d'été de 1976. Elle est aussi championne d'Europe en huit lors des championnats 1972.

## Palmarès

### Jeux olympiques
- Jeux olympiques d'été de 1976 à Montréal ( Canada) :
  -  médaille de bronze en quatre sans barreuse

### Championnats d'Europe
- Championnats d'Europe d'aviron 1972 à Beetzsee ( Allemagne) :
  -  médaille d'or en huit